# Skibe (A)
|  | Denne artikel er oprettet af botten PalnaBot ud fra en ekstern database. Den kan derfor have sproglige fejl eller mangler. Denne skabelon kan fjernes efter kontrol af indholdet. |

 For alternative betydninger, se Skibe. (Se også artikler, som begynder med Skibe)
Skibe (A) er en film med ukendt instruktør.